# Onobrychis daghestanica
Onobrychis daghestanica är en ärtväxtart som beskrevs av Aleksandr Alfonsovitj Grossgejm. Onobrychis daghestanica ingår i släktet esparsetter, och familjen ärtväxter. Inga underarter finns listade i Catalogue of Life.